# 스카니아 옴니링크

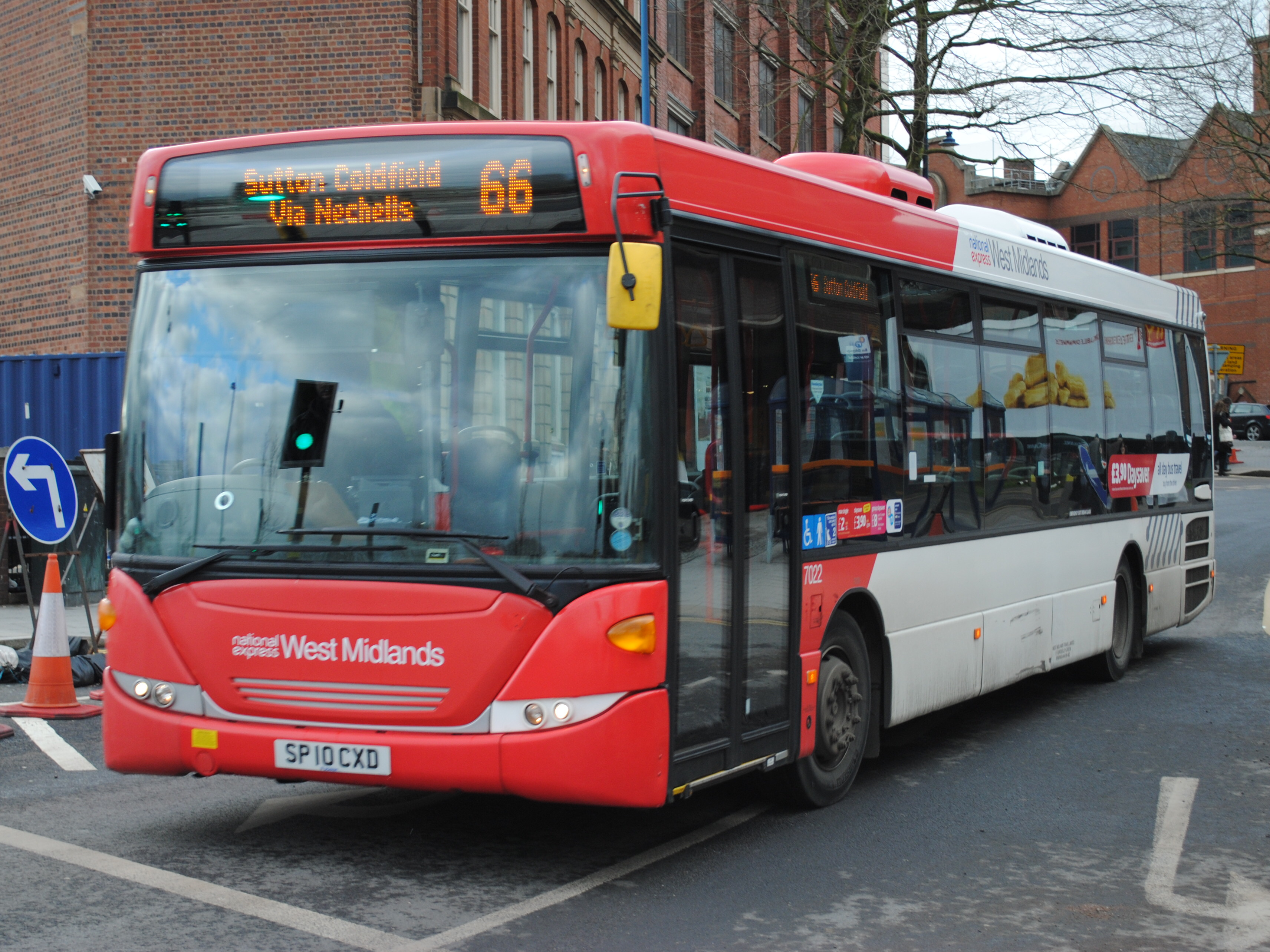

스카니아 옴니링크는 스카니아사에서 만드는 일련의 일체형 후방 세로 엔진을 달은 버스를 가리킨다. 현재 대한민국에선 수입이 되지 않는 차종이다.

## 스카니아 옴니링크의 변천사
스카니아 옴니링크는 1998년에 처음으로 출시되었으며 스카니아사에서 만드는 전기버스이자 하이브리드 버스이기도 하다. 주로 저상버스나 굴절버스로 나오는 시내버스의 하나에 종류이며 이중에서 트라이 액슬은 뒷바퀴가 6륜인 버스가 된다. 출시초기인 1998년부터 2006년까지는 좌측 드라이브 구성으로만 생산되었다가 2006년부터 우측 드라이브도 함께 추가되어 현재에 이르고 있다. 2006년에 2새대가 출시되었으며 2016년에 3세대가 출시되어 현재에 이른다. 스카니아 대형트럭 시리즈와는 달리 현재 대한민국에선 수입이 되지 않는 차종이다.

## 경쟁 차종
- 볼보버스
- 메르세데스-벤츠
- MAN SE

## 같이 보기
- 스카니아
- 버스
- 상용차
- 스카니아 버스
- 스카니아 F-시리즈
- 스카니아 K-시리즈
- 스카니아 N-시리즈
- 스카니아 옴니시티
- 스카니아 옴니익스프레스
- 시티와이드 LE/시티와이드 LF